# Saffi (Bologna)
Saffi è un ex quartiere di Bologna, ora zona statistica facente parte del quartiere Porto-Saragozza.

## Società

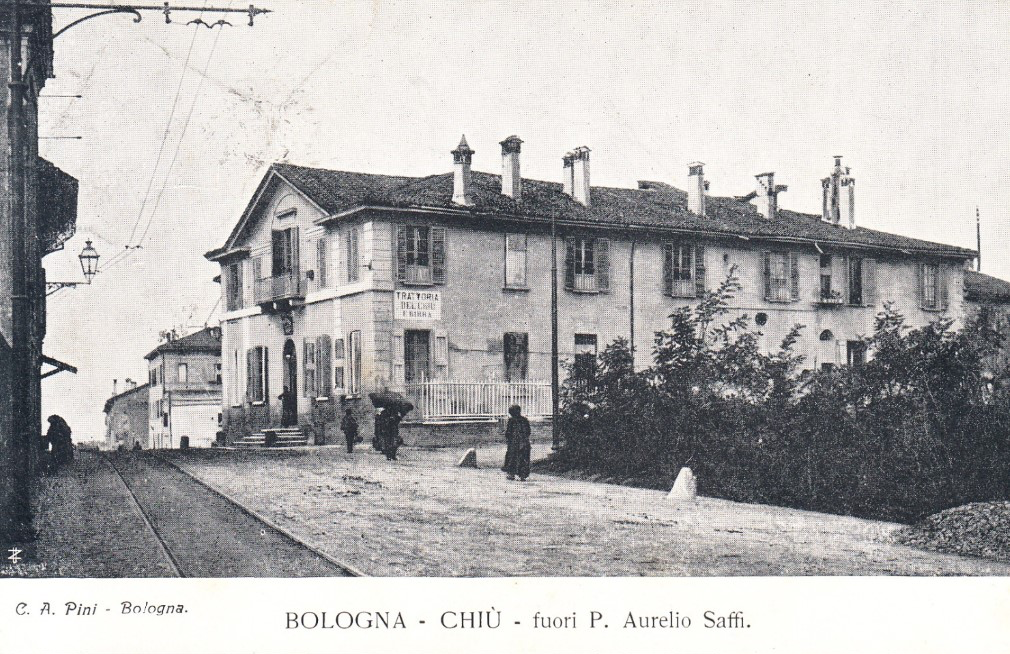
L'antica osteria del Chiù all'incrocio tra via Saffi e la via omonima.

abitanti censiti

## Geografia antropica
Comparto delle Popolarissime
Le Popolarissime del quartiere Saffi sono un insediamento residenziale di edilizia popolare, per un totale di circa 500 alloggi, realizzato negli anni Trenta del Novecento; il comparto viene anche chiamato "Quadrilatero Scalo-Malvasia" dalle vie che lo racchiudono. Al pari di altri insediamenti simili (come in via Vezza nel quartiere San Donato o in Cirenaica) venne progettato dallo IACP secondo una impostazione che univa la cultura funzionalistica allora in voga con l'esplicito proposito politico di segregare le classi più povere in periferia. Il comparto infatti è composto da grandi blocchi multipiano posti ortogonalmente alla rete viaria, che si fronteggiano l'un l'altro e tra i quali erano interposti i giardini condominiali, tra l'altro di difficile fruizione da parte degli abitanti. Date queste caratteristiche, il complesso versava in stato di degrado fisico e sociale. Tra il 2020 e il 2024 sono stati eseguiti diversi lavori di riqualificazione che hanno portato alla realizzazione di un giardino pubblico di circa 2 ettari all'interno del comparto, detto appunto Giardino delle Popolarissime (poi intitolato Parco della Resilienza) e di un padiglione polifunzionale.